# Kinetoplastea
Kinetoplastea, ou Kinetoplastida, é um grupo de protistas heterotróficos flagelados que inclui vários parasitas responsáveis por graves enfermidades em seres humanos e em outros animais. Para além destes parasitas, possui várias espécies encontradas no solo e em ambientes aquáticos. São incluidos nos Euglenozoa e distinguem-se dos outros grupos principalmente pela presença de cinetoplastos, um grânulo que contém ADN, o "kDNA". Tal estrutura está localizada na mitocôndria, que é única nesse grupo de organismos, e está associada com a base dos flagelos.
A maioria das espécies dispõe de um flagelo anterior e outro posterior, dos quais o segundo pode estar ou não unido à lateral da célula e usado por vezes para a sua fixação em superfícies. Em Bodonida, apenas o flagelo estendido para frente é utilizado na locomoção. O citostoma está por vezes rodeado por uma cresta ou rostrum. Um género típico é Bodo, que inclui várias espécies de vida livre que se alimentam de bactérias. Outros géneros são Cryptobia e Trypanoplasma. Também é composto pela família, Trypanosomatidae, cujos membros possuem  um único flagelo emergente, e que inclui vários géneros que são exclusivamente parasitas.
O formato da célula é mantido por uma película formada por uma membrana celular e uma camada de microtúbulos de sustentação. Em Bodonida os microtúbulos estão organizados em três faixas, enquanto em Trypanosomatidae eles estão espalhados por todo o corpo da célula. A reprodução assexuada acontece por fissão binária longitudinal ou brotamento. Durante a mitose, não é possível identificar os cromossomos, embora eles sejam bem visíveis durante a interfase, algo incomum. A reprodução sexuada nunca foi observada em Kinetoplastea, embora haja evidências genéticas indiretas de que ela acontece. Não possuem plastídios e nem carboidratos de reserva.
Kinetoplastea foi primeiro definido por Honigberg, em 1963, como uma ordem de flagelados. Tradicionalmente, têm-se dividido nos biflagelados Bodonidae e nos uniflagelados Trypanosomatidae, que podem ser consideradas ordens. O primeiro parece ser parafilético em relação ao segundo.

## Trypanosomatidae
Trypanosomatidae possui citostomas reduzidos ou ausentes, alimentando-se inteiramente por absorção, e cinetoplastos mais pequenos que os de outras espécies. Normalmente possui complexos ciclos de vida, que compreendem mais de um hospedeiro e com várias etapas morfológicas. A mais distintiva destas, é a fase de Tripomastigota, cujo flagelo se estende ao longo do comprimento da célula e conecta-se a membrana celular, formando uma membrana ondulante. Possuem mais de mil genes que codificam as glicoproteínas da superfície da célula, mas apenas um é expresso por vez. Assim, a sua célula é envolta por uma camada que serve como proteção eficiente contra o sistema imunológico do hospedeiro, uma vez que, quando o protista for identificado, a camada de glicoproteínas será modificada, ludibriando o hospedeiro. As doenças causadas pelos Trypanosomatidae incluem a doença do sono e a doença de Chagas, que atacam humanos, e a nagana, que ataca animais domésticos e ungulados na África, causadas por espécies de Trypanosoma, e a leishmaniose, por espécies de Leishmania.

## Bodonida
Bodonida de vida livre capturam o alimento com flagelos e o ingere através de um citóstoma permanente, por onde vai chegar a uma citofaringe sustentada por microtúbulos, e enfim o alimento é envolvido em vacúolos alimentares. Possuem dois flagelos com axonemas.